# Borislava Ivanova
Pour les articles homonymes, voir Ivanova.
Borislava Ivanova, née le 24 novembre 1966 à Vidin, est une kayakiste bulgare pratiquant la course en ligne.

## Palmarès

### Jeux olympiques de canoë-kayak course en ligne
- 1988 à Séoul,  Corée du Sud
  -  Médaille de bronze en K-4 500 m[1]